# Église Saint-Stephen de Chambly
L'église Saint-Stephen est une église de culte anglican située sur l'avenue Bourgogne à Chambly au Québec (Canada). Elle a été construite en 1820 dans le but d'offrir un lieu de culte religieux à la garnison britannique située au fort Chambly. Il s'agit de l'une des plus anciennes églises anglicanes en pierre au Québec. Elle a été classée immeuble patrimonial en 1965 et désignée lieu historique national du Canada en 1970.